# یوان لوموآن
یوان لوموآن (به فرانسوی: Yoann Lemoine) (متولد ۱۶ مارس ۱۹۸۳) با نام هنری «وودکید» (به انگلیسی: Woodkid)، خواننده، کارگردان موزیک ویدئو، گرافیست و ترانه سرا فرانسوی است. موزیک ویدئوهای لانا دل ری از ساخته‌های قابل توجه او است. او نوازنده نئو فولک است.
در ۲۸ مارس ۲۰۱۱، اولین آلبوم چندآهنگه خود، «آهن» و سپس در ۱۸ مارس ۲۰۱۳، نخستین آلبوم طولانی اش را با نام «عصر طلایی»، که مربوط به شرح حال خودش بود منتشر کرد.

## زندگی و حرفه
یوان لوموآن در خانواده لهستانی با اصل و نسب یهودی به دنیا آمد. او در رشته‌های تصویر سازی و انیمیشن تحصیل کرد و سپس به انگلستان سفر کرد تا رشته چاپ سیلک را ادامه دهد.
در ۲۰۰۴ به پاریس نقل مکان کرد، به دستیاران لوک بسون پیوست و برای یکسال در پروژه آرتور و نامرئی‌ها کار کرد. همچنین
در ۲۰۰۶ برای پروژه سوفیا کوپولا به نام ماری آنتوانت (فیلم ۲۰۰۶) کارگردانی کرد.
در ماه ژوئن سال ۲۰۱۰ موفق به دریافت ۵ جایزه شیر برای حمایت از ایدز در کمپین گرافیتی شد.
لوموآن در سال ۲۰۱۲ جایزه بهترین کارگردان را در جوایز ام پی وی ای را دریافت کرد و نامزد دریافت جایزه ام‌تی‌وی برای موزیک ویدئوهای دریک، لانا دل ری و ریحانا شد.

### وودکید

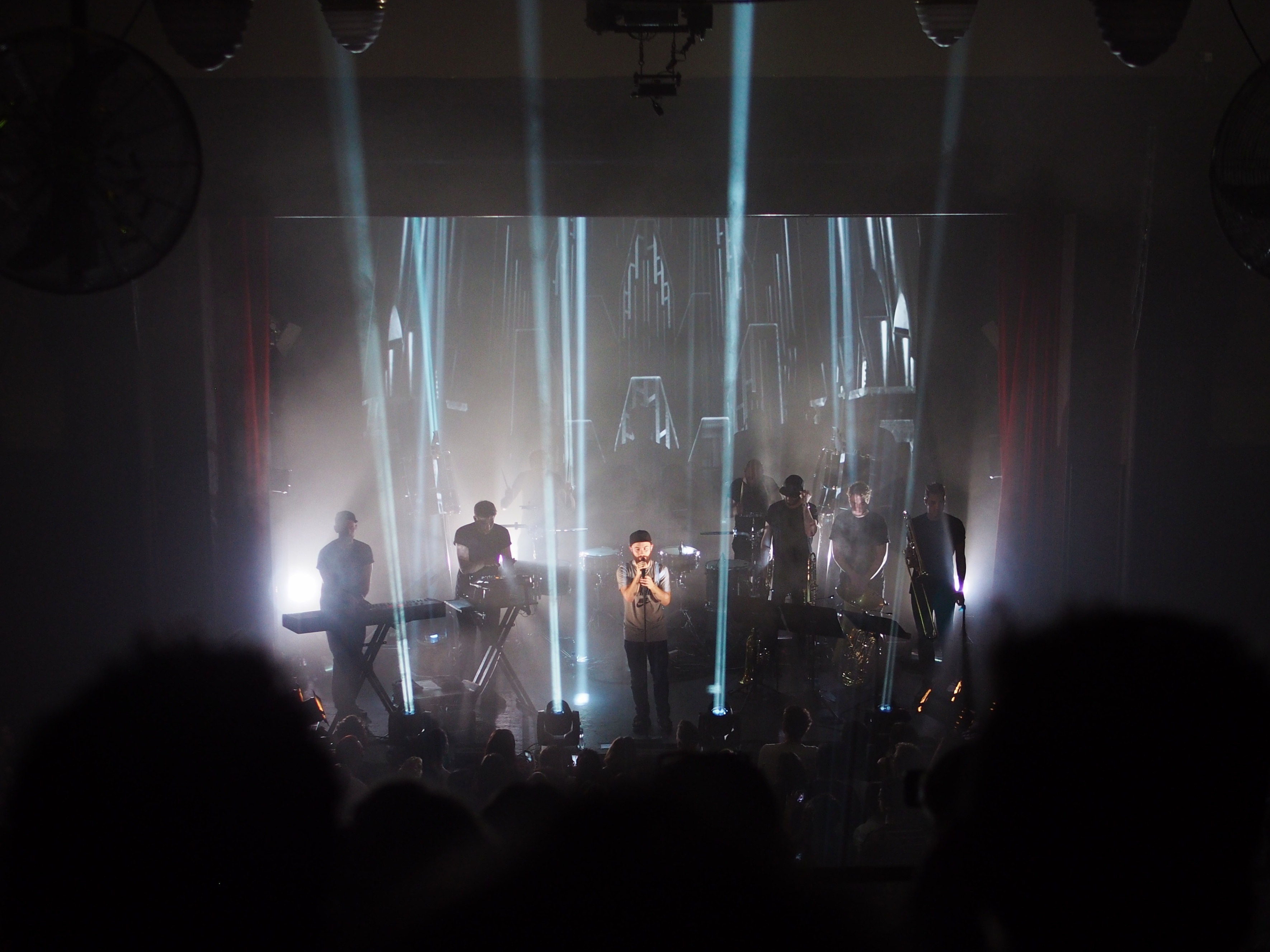
کنسرت زوریخ ۲۰۱۳

در ۱۵ اکتبر ۲۰۱۱ او به به همراهی لانا دل ری برای آهنگ زایشی برای مرگ روی صحنه رفته است.
آهنگ‌های «Run Boy Run» و «I Love You» او موسیقی‌های متن فیلم واگرا هستند. در ماه فوریه ۲۰۱۴، وودکید بهترین جایزه برای اجرا روی صحنه در بخش فرانسوی جوایز گرمی دریافت کرد و
در ۲۰۱۴، از کارگردان‌های موزیک ویدئو خوشحال فارل ویلیامز بود. این موزیک ویدئو بیش از ششصد میلیون بار در یوتیوب دیده شد. یوبی سافت در ژوئیه ۲۰۱۴، تریلر کیش یک آدم‌کش: وحدت را منتشر کرد که آهنگ پس زمینه آهنگ «عصر طلایی» آن ترانه‌ای از وودکید است.

## ترانه شناسی
| عنوان                    | مشخصات                                             | رتبه و جایگاه جهانی | رتبه و جایگاه جهانی | رتبه و جایگاه جهانی | رتبه و جایگاه جهانی | رتبه و جایگاه جهانی | رتبه و جایگاه جهانی | رتبه و جایگاه جهانی | رتبه و جایگاه جهانی |
| عنوان                    | مشخصات                                             | فرانسه              | اتریش               | بلژیک               | آلمان               | NLD                 | سوییس               | انگلستان            | ایالات متحده        |
| ------------------------ | -------------------------------------------------- | ------------------- | ------------------- | ------------------- | ------------------- | ------------------- | ------------------- | ------------------- | ------------------- |
| عصر طلایی The Golden Age | تاریخ انتشار: ۱۸ مارس ۲۰۱۳لیبل: Green United Music | 2                   | ۱۳                  | ۶                   | ۸                   | ۲۳                  | ۴                   | ۳۸                  | ۱۳۳                 |

### آلبوم‌ها - موسیقی متن
موسیقی متن فیلم Desierto

### آلبوم‌های چندآهنگه
| عنوان                 | مشخصات                                                                   | رتبه   |
| عنوان                 | مشخصات                                                                   | فرانسه |
| --------------------- | ------------------------------------------------------------------------ | ------ |
| Iron EP               | - تاریخ انتشار: ۲۸ مارس ۲۰۱۱ - لیبل(ها): Green United / Island Universal | ۱۱۰    |
| (Run Boy Run (Remixes |                                                                          |        |
| ۳۱                    | ۳۱                                                                       |        |

| سال  | ترانه            |
| ---- | ---------------- |
| 2011 | "Iron"           |
| 2012 | "Run Boy Run"    |
| 2013 | "I Love You"     |
| 2014 | "The Golden Age" |

## زندگی شخصی
وودکید آشکارا همجنسگراست.

## جوایز
- ۲۰۰۹:[۱۵] جوایز شیر کن | Tiji | نقره | بهترین فیلم
- ۲۰۱۰:[۱۶] فستیوال اروپایی یوروبست | گرافیتی آدایس - Adies Graffiti | بهترین فیلم.
- ۲۰۱۰: Cannes Lions Advertising Festival – ‘Aides Graffiti’ – Bronze (2) – Cyber[۱۷] جوایز شیر کن
- ۲۰۱۰: Cannes Lions Advertising Festival – ‘Aides Graffiti’ – Gold (2) – Best Film – Viral[۱۷]
- ۲۰۱۲: جوایز بهترین موزیک ویدئوهای بریتانیا | زایشی برای مرگ | بهترین موزیک پاپ جهانی؛ (ویدیؤ جین‌های آبی / Blue Jeans وودکید نیز نامزد همین جایزه شد)

| سال  | عنوان          | جایزه              | دست آورد |
| ---- | -------------- | ------------------ | -------- |
| ۲۰۱۳ | Run Boy Run    | بهترین موزیک ویدیو | نامزد    |
| ۲۰۱۵ | The Golden age | بهترین موزیک ویدیو | نامزد    |